# 20 Jazz Funk Greats
Albums de Throbbing Gristle
D.o.A: The Third and Final Report
(1978) Heathen Earth
(1980)
20 Jazz Funk Greats est le troisième album studio publié par le groupe de musique industrielle Throbbing Gristle sorti en décembre 1979. Cet album est cité par Fact comme le meilleur album des années 1970, et par Pitchfork comme le meilleur album de musique industrielle.

## L'album
20 Jazz Funk Greats est le premier album du groupe entièrement créé en studio, les deux précédents comportant aussi des enregistrements de concerts. L'album est créé dans le studio du groupe surnommé "Death Factory", situé à Hackney, sur un enregistreur à 16 pistes prêté à Peter Christopherson par Paul McCartney. En effet, Christopherson est alors membre du collectif de graphisme Hipgnosis, et a travaillé sur une pochette d'album pour l'ex-Beatle.

### Pochette
La couverture montre une photo des quatre membres du groupe posant dans un pré, à proximité d'une falaise. La photo fut prise à Beachy Head, un promontoire sur la côte sud de l'Angleterre, ayant la réputation d'un site propice aux suicides.  Les quatre membres du groupe sont habillés dans des tenues disco (Carter) ou évoquant Frank Sinatra (P-Orridge). Ce choix vestimentaire a pour but de rompre avec l'image "industrielle" que le groupe s'était fabriqué, associée à un look militaire et des tenues de camouflage.

## Composition
Le morceau d'ouverture 20 Jazz Funk Greats est décrit par Drew Daniel comme "une machine molle" (référence au roman de William S. Burroughs). Selon Daniel, en utilisant des instruments électroniques programmés, TG a assuré que leur "funk" demeure mécanique, inhumain. La voix sur ce morceau est celle de Christopherson. Daniel observe également que le cornet à pistons, joué par Cosey, est un instrument typique des formes de jazz les plus anciennes (remplacé par la trompette dans le jazz moderne).
Le morceau Beachy Head, selon Nik Colk Void, ressemble à la bande-son du film Eraserhead.
Le morceau Still Walking est dominé par un motif de boîte à rythmes, transformé par le Gristle-izer (un module d'effets électronique conçu par Carter). Plusieurs voix indistinctes répètent un même texte, audible par fragments. Selon Daniel, les paroles montrent l'influence de la magie rituelle d'Austin Osman Spare, et des permutations poétiques de Brion Gysin. Ce morceau sera repris, dans une version modifiée, sur l'album Heathen Earth enregistré l'année suivante.
Tanith est un morceau solo composé par Genesis P-Orridge, ce nom étant celui de son jeune berger allemand. Simon Ford le décrit comme "un fil de guitare basse funky accompagné de violons électroniques grouillants et d'un xylophone rêveur".
Exotica, selon Simon Ford, est un hommage à Martin Denny, comportant des chants d'oiseaux et un xylophone, ainsi qu'une pulsation électronique.
Selon Louis Pattison, Hot on the Heels of Love constitue le sommet de l'album, rappelant la musique disco de Giorgio Moroder. Simon Ford observe qu'il s'agit du premier morceau de TG sur lequel Tutti chante, les paroles étant "I'm hot on the heels of love, waiting for help from above".
La chanson Persuasion, selon Simon Ford, a été improvisée par P-Orridge lors d'un concert le 21 janvier 1979, sur un thème suggéré par Christopherson. Selon Tutti, ce thème aurait été inspiré par son expérience en tant que modèle de photographie érotique. Pour Drew Daniel, c'est l'une des pièces majeures de l'album, la narration de P-Orridge étant ponctuée par des éclats grinçants de la guitare de Cosey et «des enregistrements profondément troublants de personnes non identifiables dans des situations compromettantes qui semblent mêler la détresse, l'extase et la douleur».
Selon Doran, Persuasion et Convincing People constituent le centre gravitationnel de l'album, Persuasion thématisant le contrôle personnel, et Convincing People adressant le contrôle politique.
Walkabout est un morceau de synth-pop instrumental, montrant une facette plus lumineuse et optimiste de TG. Il s'agit d'une composition solo de Carter, unique en son genre sur cet album. Le titre est une référence au film La Randonnée de Nicolas Roeg.

### Titres
Tous les titres sont du groupe Throbbing Gristle (Genesis P-Orridge, Cosey Fanni Tutti, Chris Carter, Peter Christopherson).
| 1. | 20 Jazz Funk Greats | 2:51 |
| 2. | Beachy Head         | 3:42 |
| 3. | Still Walking       | 4:56 |
| 4. | Tanith              | 2:20 |
| 5. | Convincing People   | 4:54 |
| 6. | Exotica             | 2:53 |

| 7.  | Hot on the Heels of Love | 4:24 |
| 8.  | Persuasion               | 6:36 |
| 9.  | Walkabout                | 3:04 |
| 10. | What a Day               | 4:38 |
| 11. | Six Six Sixties          | 2:07 |

### Musiciens
- Genesis P-Orridge : voix, basse, violon, vibraphone, synthétiseur
- Cosey Fanni Tutti : guitare électrique, synthétiseur, cornet, voix
- Chris Carter : synthétiseur, électronique, boîtes à rythme
- Peter Christopherson : bandes magnétiques, vibraphone, cornet

## Sources
: document utilisé comme source pour la rédaction de cet article.
- (en) Drew Daniel, 20 Jazz Funk Greats, Bloomsbury Academic, coll. « 33 1/3 », 2007, 144 p. (ISBN 9780826427939).
- Éric Duboys, Industrial Music for Industrial People, Camion Blanc, 2007, 557 p. (ISBN 978-2-910196-49-3)
- (en) Simon Ford, Wreckers of Civilisation : The Story of COUM Transmissions and Throbbing Gristle, Black Dog Publishing, 1999, 300 p. (ISBN 978-1901033601).
- (en) Alexander Reed, Assimilate : A Critical History of Industrial Music, Oxford University Press, 2013
- (en) Simon Reynolds, Rip It Up and Start Again : Postpunk 1978-1984, Faber & Faber, 2005
- (en) Cosey Fanni Tutti, Art Sex Music, Faber & Faber, 2017, 502 p. (ISBN 978-0-571-32852-9).